# Otto Pötzl
Otto Maximilian Pötzl (ur. 29 października 1877 w Wiedniu, zm. 1 kwietnia 1962 tamże) – austriacki lekarz psychiatra i neurolog.
Syn dziennikarza Eduarda Pötzla (1851–1914) i Josefine Höbert. Od 1905 do 1921 asystent w klinice psychiatrycznej Uniwersytetu Wiedeńskiego u Juliusa Wagnera-Jauregga. W 1911 habilitował się z psychiatrii i neurologii na Uniwersytecie Wiedeńskim. W 1919 mianowany profesorem nadzwyczajnym, od 1922 do 1928 profesor psychiatrii na Uniwersytecie w Pradze. W 1928 zastąpił Wagnera-Jauregga na katedrze w Wiedniu. Należał do NSDAP.
W 1930 roku ożenił się z Anną Lubojacky (1891-?). Ich synem był fizyk Johannes Pötzl (1930–1993).
Pochowany jest na Cmentarzu Centralnym w Wiedniu (grupa 0, rząd 1, nr 72).